# Joël Gustave Nana Ngongang
Joël Gustave Nana Ngongang   (Camerun, 1982 - 15 d'octubre de 2015), sovint conegut com a Joel Nana, un activista camerunès, un dels principals activistes africans a favor dels drets humans LGBT i en la lluita contra el VIH i SIDA. La carrera de Nana com a defensor dels drets humans va abastar nombrosos països africans, entre ells Nigèria, el Senegal i Sud-àfrica, a més del seu país natal.
En el moment de la seva mort, era el director general de Partners for Rights and Development (Paridev), una empresa de consultoria especialitzada en drets humans, desenvolupament i salut a Àfrica. Abans d'ocupar aquest càrrec, va ser el director executiu fundador d'African Men for Sexual Health and Rights (AMSHeR), una coalició africana de pensament i lideratge d'organitzacions d'homes gais, lesbianes, bisexuals i transsexuals que treballen per a abordar la vulnerabilitat dels homes que tenen relacions sexuals amb homes (HSH) al VIH. Nana va treballar en diverses organitzacions nacionals i internacionals, incloent Africa Research and Policy Associate at the International Gay and Lesbian Human Rights Commission (IGLHRC), com a becari de Behind the Mask, una organització de mitjans de comunicació sense fins de lucre amb seu a Johannesburg que publica un lloc web de notícies sobre assumptes de gais i lesbianes a Àfrica, va escriure sobre nombrosos temes en l'àmbit de les qüestions relatives als gais i lesbianes africans i el VIH/SIDA i va ser un freqüent comentarista dels mitjans de comunicació.
Nana va morir el 15 d'octubre de 2015 després d'una breu malaltia.